# Parasite Eve (песня)
«Parasite Eve» (с англ. — «Паразит Ева») — песня британской рок-группы Bring Me the Horizon, выпущенный в виде сингла с альбома Post Human: Survival Horror  25 июня 2020 года.

## О песне
Песня была вдохновлена одноименной японской ролевой видеоигрой с элементами survival horror, сюжет которой частично основан на фантастическом романе ужасов Хидэаки Сэны «Паразит Ева». По сюжету, главная героиня противостоит Еве — эволюционировавшей митохондрии, которая объявила войну человечеству. Она была написана вокалистом Оливером Сайксом и клавишником Джорданом Фишем, а также болгарским композитором Петъром Льондевым во время карантина в период пандемии вируса COVID-19. Текст песни повествует о том, что происходит во время пандемии, говоря, что «это война» между странами за открытие вакцины. Также в песне Оливер Сайкс критикует бездействие и глупость властей, в частности таких мировых лидеров как Дональд Трамп (президент США) и Жаир Болсонару (президент Бразилии), которые отвергли и проигнорировали серьёзность ситуации связанной с коронавирусом: «Ты можешь заколотить окна, можешь закрыть двери на замок, да, но ты не можешь продолжать смывать эту хрень со своих рук, когда королевские предки и королевские друзья не могут отличить свои задницы от патогенов».
На создание музыки сильно повлияли Сайкс, играя в шутер Doom Eternal, а также вклад Мика Гордона (создателя саундтрека к Doom Eternal), придав ей футуризма и кибер-наложений. Вот что сказал Оливер Сайкс по поводу схожести ситуации в мире и текстовой составляющей песни: 

«Это было действительно странно, мы слышали о пандемии в Китае, но затем сходство между тем, о чём мы писали, начало становиться всё ближе к реальности. И каждый раз, когда об этом говорили по телевизору, мы поворачивались друг к другу и говорили „Parasite Eve“, не осознавая всей важности происходящего. Мы отложили песню на некоторое время, потому что она казалась нам слишком близкой к сердцу. Поразмыслив над ней некоторое время, мы поняли, что это была причина выпустить песню сейчас больше, чем когда-либо. В нашей музыке мы всегда хотели сбежать из реальности, но было слишком много эскапизма и игнорирования проблем в мире. Это не то, что нужно миру. Мир нуждается в большем и должен думать об этом и помнить. Вы не можете просто отмахнуться от этого и ожидать, что жизнь вернётся в нормальное русло, потому что это, чёрт возьми, не так! Вот что такое рок-музыка — это обращение к тёмной стороне и её обработка…».

## Продвижение и выпуск
Оливер Сайкс поделился отрывком видеоклипа на песню в своём Instagram. Ожидалось, что композиция выйдет в свет 10 июня 2020 года, но из-за протестов, вызванных гибелью Джорджа Флойда, выход сингла был отложен на 25 июня.
Сразу после выпуска сингла и его музыкального сопровождения группа объявила о новом проекте, над которым они работали, под названием Post Human. По словам членов Bring Me the Horizon в течение следующего года они собираются выпустить 4 мини-альбома (EP), из которых в совокупности и будет состоять альбом Post Human.

## Видеоклип
Клип на песню «Parasite Eve» был выпущен в тот же день, что и сингл. Режиссером выступил сам Оливер Сайкс; он черпал вдохновение из некоторых своих любимых видеоигр и фильмов. Используя маски, созданные его другом, каждый участник снимал свои парты в клипе отдельно. Это была попытка остаться в рамках установленных социальных ограничений, а именно дистанцирования при карантине. Но это не помешало группе снять видеоклип с минимальными количеством людей и затратами ресурсов.

## Список композиций
Слова и музыка всех песен — Оливер Сайкс, Джордан Фиш и Петър Льондев.
| №                   | Название            | Длительность |
| ------------------- | ------------------- | ------------ |
| 1.                  | «Parasite Eve»      | 4:52         |
| Общая длительность: | Общая длительность: | 4:52         |

## Участники записи
| Bring Me the Horizon - Оливер Сайкс — вокал, продюсер - Ли Малиа — гитара - Мэтт Кин — бас-гитара - Джордан Фиш — бэк-вокал, клавишные, музыкальное программирование, продюсер - Мэтт Николс — барабаны | Приглашённые музыканты - Toriel — бэк-вокал Производственный персонал - Мик Гордон — продюсер - Тед Дженсен — мастеринг - Дэн Ланкастер — микширование - Райз Мэй — звукоинженер |

## Чарты
| Чарт (2020)                                  | Высшая позиция |
| -------------------------------------------- | -------------- |
| Австралия (ARIA)                             | 82             |
| Германия (Deutsche Single Trend Charts)      | 4              |
| Венгрия (Single Top 40)                      | 7              |
| Шотландия (OCC Scotland)                     | 17             |
| Великобритания (OCC UK Singles)              | 28             |
| Великобритания (OCC UK Rock & Metal)         | 1              |
| США (Billboard Digital Song Sales)           | 27             |
| США (Billboard Hot Rock & Alternative Songs) | 10             |
| США (Billboard Mainstream Rock)              | 27             |